# Білл Айві
Вільям Девід Айві, більш відомий як Білл Айві (англ. William David Ivy; 27 серпня 1942, Мейдстон, Велика Британія — 12 липня 1969, Гоенштайн-Ернстталь, ФРН) — британський мотогонщик, чемпіон світу у класі 125cc MotoGP (1967 року). Перший спортсмен, який виграв чемпіонат світу у класі 125сс на мотоциклі Yamaha.

## Біографія
Білл Айві був невеликого зросту, але у нього було величезне серце і неперевершена майстерність. Він носив довге волосся, так само як і Джекі Стюарт, і був одним з справжніх ідолів для молодих вболівальників гонок у середині 1960-х років. Айві разом з друзями Джакомо «Аго» Агостіні та «Майком Байком» Хейлвудом завжди могли позмагалися в тому, хто збере більше дам.
Спортивну кар'єру у мотоспорті Біл Айві розпочав у 1957 році, коли йому було всього 15 років. Він їздив на 50-ти кубовому Itom, у 1964 році він виграв змагання на 125-ти кубових мотоциклах ACU Star. У 1965 році він виграв Британський чемпіонат в класі 500 см³, який на той час складався із однієї гонки, і до кінця року підписав контракт з командою Yamaha для виступів у класі 125сс.
У 1966 році, в своєму дебютному сезоні, Айві виграв чотири Гран-Прі у сезоні — Голландії, Острів Мен Tourist Trophy, Іспанії та Японії — посівши 2-ге місце в загальному заліку після Луїджі Тавері, який виступав на Honda.
У 1967 році він став чемпіоном світу в класі 125сс, домінуючи протягом сезону, здобувши вісім перемог у 10-ти гонках. Ще дві перемоги Айві здобув у класі 250сс.
У 1968 році Білл отримав вісім перемог (дві в класі 125сс та 6 — у 250сс) та в загальному заліку зайняв два других місця в обох класах, поступившись своєму земляку Філу Ріду.
Під час своєї кар'єри у мотоспорті «Маленький Біл» Айві стартував у 46 гонках чемпіонату світу серії Гран-Прі, вигравши 21 з них: 14 в класі 125cc і 7 в 250cc, 18 разів він був автором найшвидшого кола і 42 рази підіймався на подіум. Він виступав на мотоциклах Yamaha з 1965 по 1968 роки, а в 1969-му, після того, як компанія оголосила про свій вихід з MotoGP, Айві приєднався до команди Jawa. Сезон 1969-року обіцяв стати багатообіцяючим: Біл посів два 2-х місця вслід за Джакомо Агостіні на перших гонках.

### Смерть
Білл Айві загинув під час останньої сесії практики у Заксенринзі недалеко від села Гоенштайн-Ернстталь внаслідок заклинення поршня у 350-кубовому V-подібному 4-циліндровому двотактному двигуні його мотоцикла Jawa. Він розбився на тому ж місці, що й інший великий британський гонщик Джиммі Гатрі 32 років тому. За словами очевидців, незадовго до аварії Айві поправляв окуляри або навіть зняв шолом, і він нічого не міг зробити, коли його заднє колесо раптом заклинило. Були також чутки, що він їхав, спираючись лівою рукою на паливний бак, тому не зміг дістатися до зчеплення, коли двигун зупинився. Всі ці версії досі не підтверджені. Білл Айві відірвався від мотоцикла і був викинутий у стіну. Його шолом злетів, в результаті аварії Айві зазнав важких травм голови і грудної клітини, від яких помер через три години в лікарні Гоенштайна-Ернстталя.

## Статистика виступів

### MotoGP

#### У розрізі сезонів
| Сезон  | Клас   | Мотоцикл | Гонки | Пер | Под | Очки | Місце |
| ------ | ------ | -------- | ----- | --- | --- | ---- | ----- |
| 1965   | 125cc  | Yamaha   | 2     | 0   | 0   | 6    | 13    |
| 1965   | 250cc  | Yamaha   | 1     | 0   | 1   | 4    | 16    |
| 1966   | 125cc  | Yamaha   | 7     | 4   | 7   | 40   | 2     |
| 1966   | 250cc  | Yamaha   | 2     | 0   | 1   | 5    | 13    |
| 1967   | 125cc  | Yamaha   | 10    | 8   | 10  | 56   | 1     |
| 1967   | 250cc  | Yamaha   | 9     | 2   | 8   | 46   | 3     |
| 1968   | 125cc  | Yamaha   | 5     | 2   | 5   | 34   | 2     |
| 1968   | 250cc  | Yamaha   | 7     | 5   | 7   | 46   | 2     |
| 1969   | 350cc  | Jawa     | 2     | 0   | 2   | 24   | 10    |
| Всього | Всього | Всього   | 46    | 21  | 42  | 267  |       |

## Цікаві факти
У 1968 році в класі 250сс за результатами сезону двоє гонщиків — Білл Айві та Філ Рід — набрали однакову кількість очок. Оскільки вони завершили однакову кількість гонок, то визначити чемпіона за очками було неможливо. Для визначення переможця було враховано загальний час у чотирьох гонках, які завершили обидва гонщики. Після підрахунку часу у голландському, східно-німецькому, чеському та італійському Гран-Прі перемога дісталася Ріду, у нього була перевага всього в дві хвилини і 5,3 секунди.